# Estlands litteraturmuseum

Estlands litteraturmuseum sett från Peplerigatan.

Estlands litteraturmuseum (estniska: Eesti Kirjandusmuuseum) är en estnisk nationell kultur- och forskningsinstitutition under Estlands utbildnings- forskningsministerium. Dess syfte är att främja Estlands kulturarv genom att samla in, vårda, forska om och informera om föremål och företeelser som har med kulturarvet att göra.

## Historik
Estlands litteraturmuseum startade 1909 med grundandet av Estlands nationalmuseum och nationalarkiv i Tartu. 
År 1924 köpte nationalmuseet en byggnad på Aiagatan (numera Vanemuise) för att arkivera material. Idag är denna byggnad Estlands litteraturmuseums huvudbyggnad, och den har över åren byggts till. 
Under andra världskriget delades institutionen i två statliga museer, vilka ansvarade för etnografi respektive litteratur. De återförenades 1946.

## Verksamhet
Estlands litteraturmuseum består av fyra enheter:
- Estlands litteraturmuseums bibliotek, grundat 1909, med omkring 10.000 volymer på estniska samt böcker och tidskrifter på andra språk.
- Estlands arkiv för folklore, grundat 1927, vilket täcker finsk-ugrisktalande folks, men också andra etniska gruppers, folklore.
- Estlands kulturhistoriska arkiv, grundat 1929, som förvaltar samlingar av manuskript och monografier, konst, foton och ljudinspelningar.
- Avdelning för folklore, grundad 1947, som redigerar och utger akademiska tidskrifter och andra publikationer.